# Trias inférieur
Stratigraphie
Lopingien Trias moyen
Permien
Le Trias inférieur, ou grès bigarré, est l’étage stratigraphique inférieur du Trias, aux premiers temps du Mésozoïque, tel qu'il s'exprime en Europe centrale et du Nord-Est. 
Il a été défini originellement dès la publication des travaux géologiques de Friedrich von Alberti qui le décrit en 1834 sous le nom de Buntsandstein. Ce mot géologique allemand est le produit de la contraction de bunter Sandstein, qui signifie grès coloré ou multicolore. Le grès bigarré n'est que la simple traduction française dès 1835 de cette expression pour désigner la partie sédimentaire inférieure du trias lorrain ou germanique.

## Le grès bigarré est un étage géologique

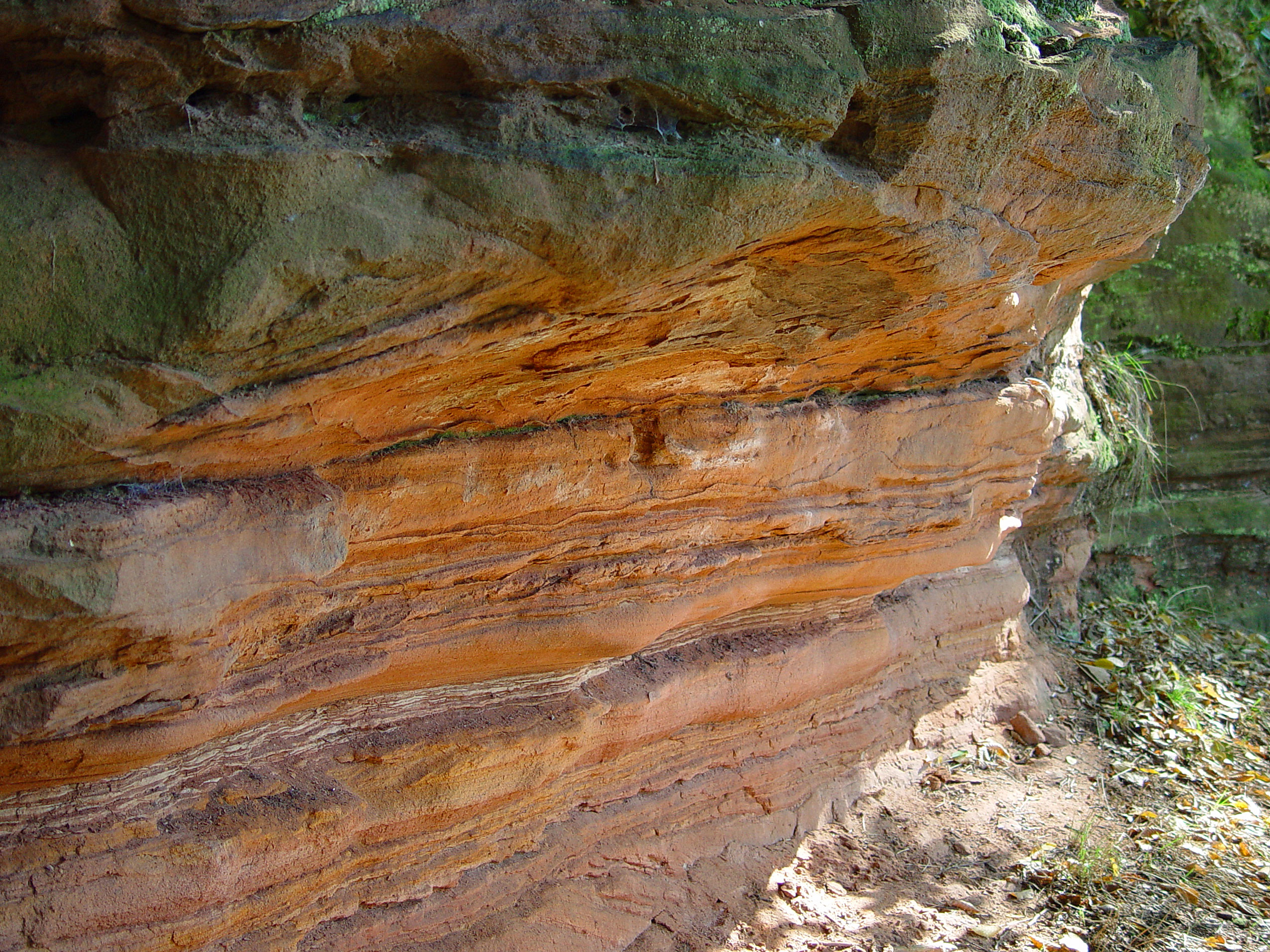
Faciès de grès bigarré à Stadtroda en Thuringe.

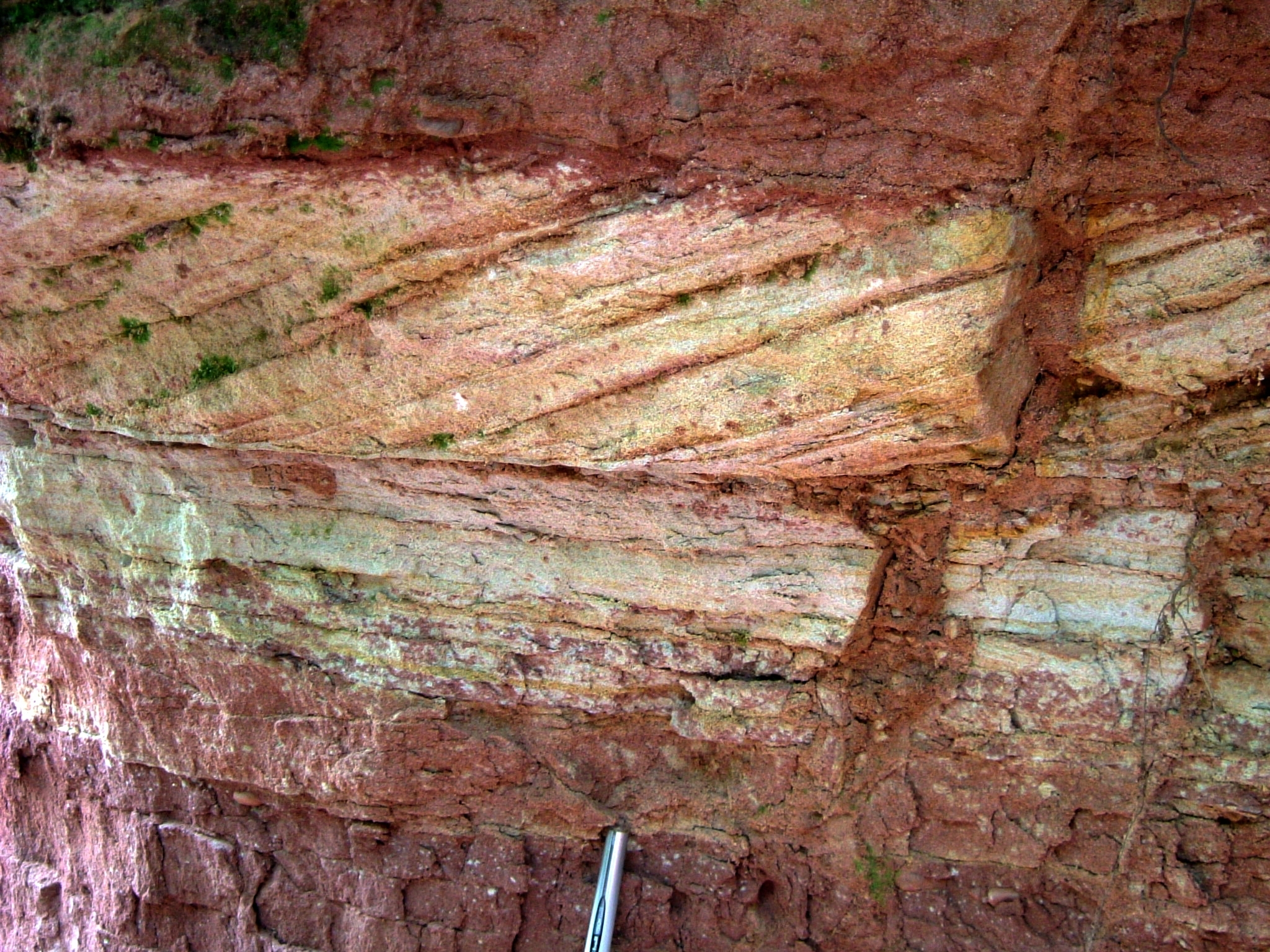
Faciès de grès bigarré au pied de la Teufelstisch (Palatinat).

L'étage souvent composé de roches gréseuses rouges est encore appelé dans l'Est de la France « trias vosgien ». Ces couches de grès rouges plongent sous le bassin parisien, zone d'accumulation tertiaire, pour réapparaître aux confins occidentaux de la Normandie (voir Val de Saire : Géologie) ou dans le Sud de l'Angleterre. Le grès bigarré caractérise la petite région naturelle de la Vôge.
Le terme grès bigarré, ou Buntsandstein, est quelque peu trompeur, puisqu'il ne désigne pas vraiment un type de roche (un grès de différentes teintes), mais une formation géologique, épaisse souvent de plusieurs centaines de mètres, qui comporte surtout du grès. C'est pourquoi on parlait autrefois souvent de « grès bigarré » (et, pour l'étage suivant, de calcaire coquillier ou Muschelkalk) pour désigner la formation géologique du Trias inférieur. Or le grès bigarré s'interpose dans les strates de façon très différente d'un point à l'autre du globe et pour cette raison, il ne peut servir d’indicateur international pour la subdivision du Trias, et la limite entre le Trias inférieur et le Trias moyen, telle qu'elle est définie aujourd'hui, ne coïncide plus avec celle, trop élevée, du grès bigarré et du calcaire coquillier : la nouvelle limite sépare l'étage du grès bigarré en deux sous-couches. Pour cette raison, il faudrait aujourd'hui réserver l'emploi de l'expression « grès bigarré » à une unité lithostratigraphique. Le grès bigarré surmonte l’étage du Lopingien et est lui-même recouvert par celui du Muschelkalk.

## Buntsandstein en Alsace et en Lorraine

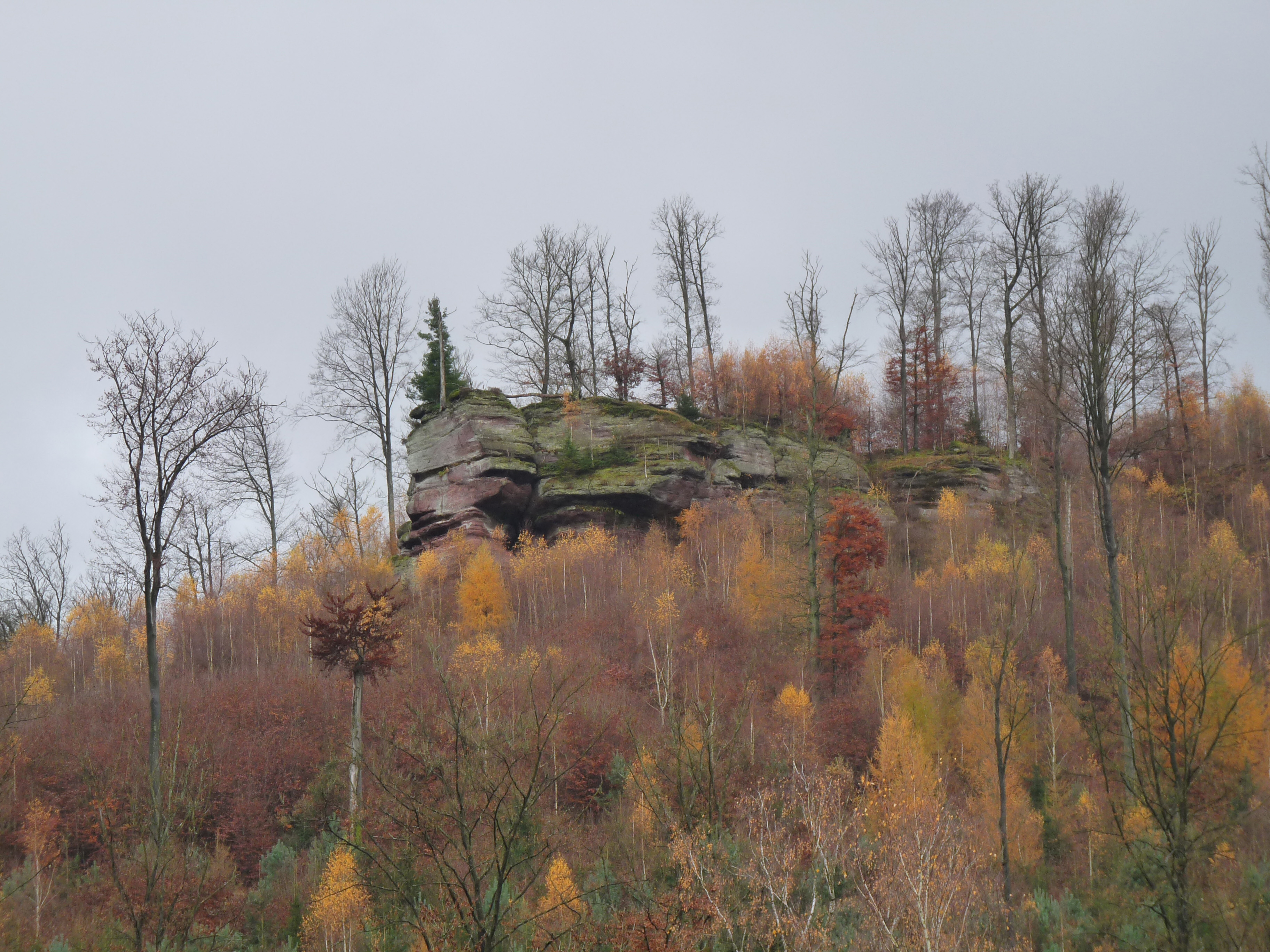
Piton de grès à proximité de la Petite-Pierre en automne.

Les grès sont des sables cimentés qui se sont déposés il y a plus de 250 millions d’années dans le centre de l’Europe (alors que toute cette partie constituait une grande pénéplaine post-hercynienne), après être arrachés à une ancienne montagne sise plus à l'ouest (actuelle Île-de-France), dans un contexte fluviatile. Ils recouvrent le Massif vosgien. En Alsace, les grès peuvent être classifiés comme suit (dans l'ordre chronologique) :
- grès des Vosges (pauvres en fossiles, à la suite de l'extinction permienne[2]) ;
- poudingue de Saint-Odile (ou conglomérat principal) ;
- grès à Voltzia (riches en fossiles, la vie a repris ses droits)
  - grès à meule,
  - grès argileux.

Les grès vosgiens sont mis en place sous un climat chaud et sec, dans un entrelacs de bras constituant un ensemble fluviatile (tel qu’on peut le voir au niveau du delta du Mississippi). De légères modifications de l’environnement (orage, période humide…) induisaient des modifications de ces bras et des courants, ce qui se traduit par des stratifications obliques. Le grès vosgien est épais d'environ 300 m.
Les poudingues de Saint-Odile témoignent de fleuves au courant plus puissant. Leur épaisseur moyenne est de 20 m. Les grès à Voltzia sont eux aussi épais d'une vingtaine de mètres.
L'Alsace est avant tout connue pour les grès à Voltzia (du type grès à meule), qui confèrent sa couleur caractéristique à la cathédrale de Strasbourg. Ces derniers ont conservé les traces de Chirotherium (en), grand reptile. On trouve également, fossilisés, nombre d'insectes (coléoptères, blattes, punaises, mouches et sauterelles), ainsi que des araignées et des scorpions. Voltzia heterophylla est un élément de la flore.
Les grès à Voltzia (du type grès argileux) montrent une transition vers le Muschelkalk.
Le poudingue de Sainte-Odile, qui affleure à 760 mètres d'altitude, au Mont Sainte-Odile, se rencontre à Strasbourg, mais à une profondeur de 3 000 mètres.

## Histoire scientifique du mot
L'expression « grès bigarré » (bunter Sandstein au sens de « grès multicolore », par opposition au grès rouge, ou Rotliegend en allemand) remonte aux travaux d'Abraham Gottlob Werner, qui l'introduisit vers 1780 dans ses conférences à l'École des mines de Freiberg. Avec la classification des étages du Trias en 1834 par Friedrich August von Alberti, la désignation « grès bigarré » (Bunter Sandstein) devint d'usage général. Mais depuis les années 1990, la formation du grès bigarré est entendue comme une hiérarchie lithostratigraphique, divisée à son tour en sous-formations, dont les datations et la succession sont définies avec précision. La stratigraphie séquentielle, cependant, divise l'étage du grès bigarré en périodes qui ne coïncident pas avec les différentes strates de la roche : stratigraphie séquentielle et lithostratigraphie sont en effet deux méthodes différentes d'analyse des couches géologiques.

## Définition et classification
La limite inférieure du grès bigarré (c'est-à-dire celle du Trias d'Europe centrale) est définie au centre du bassin par les dépôts de la séquence de Calvörde ; dans le Spessart et le massif d’Odenwald, elle est définie par la limite inférieure des grès d'Heigenbrücken ; en Forêt Noire, elle est arrêtée sur la base de ce qu'on appelle les conglomérats d'Eck. Dans les régions où la sédimentation s'est amorcée dès l'étage du Changhsingien supérieur, la limite inférieure du grès bigarré coïncide avec les strates chronostratigraphiques supérieures du Permien. La limite supérieure (c'est-à-dire la limite inférieure du calcaire coquillier) est marquée par ce que les Allemands appellent la craie jaune (Gelbkalk). Elle tombe dans l’Anisien inférieur, qui est la strate chrono-stratigraphique la plus profonde du trias moyen. D'après la Carte géologique de l'Allemagne, il correspond chronologiquement à la période allant de 251 à 243 millions d'années.
Les roches du grès bigarré consistent essentiellement en dépôts continentaux de conglomérats sablo-argileux. La halite rouge de plusieurs dizaines de mètres d'épaisseur que l'on trouve dans les poches de gaz naturel d'Allemagne du Nord est typique de l’horizon supérieur du grès bigarré. Ces évaporites témoignent d'une exposition marine prolongée. Le grès bigarré d'Europe centrale s'étend de la France (Vôge et quelques parties sédimentaires des Vosges) et du  Luxembourg (Gutland) à l'ouest, jusqu'à la Pologne et la Biélorussie à l'est, et de la Suisse à la Scandinavie. Dans la cuesta ouest-allemande, le grès bigarré prend naissance sur le flanc est de la Forêt-Noire et du massif d’Odenwald. En son centre (Basse-Saxe méridionale et nord de la Hesse) son épaisseur peut dépasser 1 000 m.
Dans la hiérarchie lithostratigraphique, le grès bigarré est une époque du système du Trias d'Europe centrale. Il est divisé en trois étages (supérieur, moyen et inférieur), à leur tour divisés en séquences ou formations allostratigraphiques :
- grès bigarré supérieur (ou « formation de Röt »), avec des grès portant des empreintes fossiles d'animaux caractéristiques ;
- grès bigarré moyen, avec les formations de Volpriehausen, de Detfurth, Hardegsen et de Solling (grès de la Weser) ;
- grès bigarré inférieur, avec les formations de Calvörde et de Bernbourg.

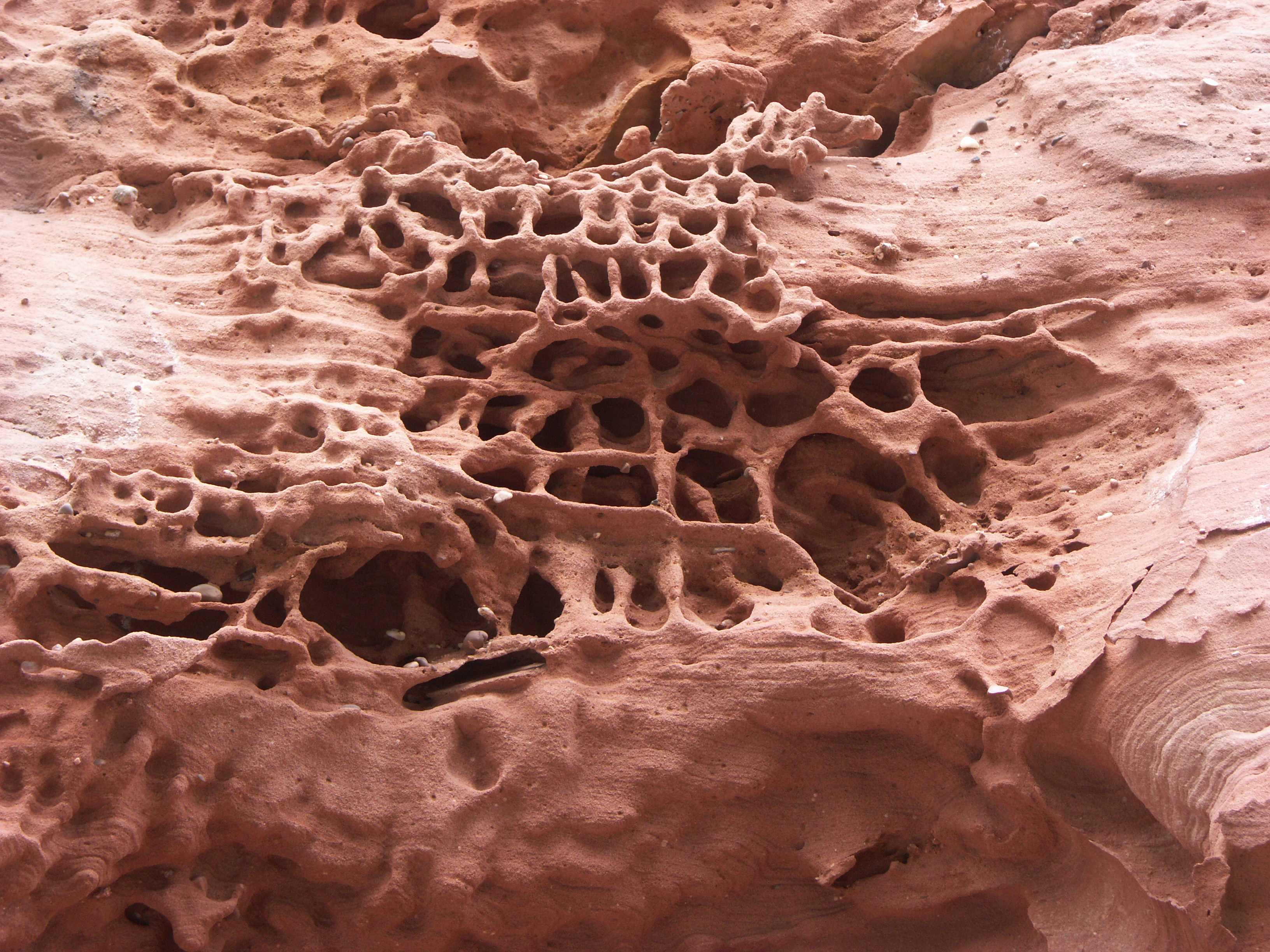
Le « nid d'abeilles », une altération typique du grès bigarré du Palatinat.

Il a été formé dans une vaste étude sableuse bordée par la mer sous un climat tropical sec avec des cours d'eau charriant épisodiquement de grandes quantités de sables ; la consolidation du sable sous les couches en profondeur donnant le grès.

## Intérêt économique
Les roches du grès bigarré, en particulier celles du grès bigarré moyen, ont souvent été exploitées pour leurs excellentes propriétés (entre autres un clivage aisé) dans la construction des édifices de prestige (par exemple les églises, châteaux et ponts). Les cathédrales de Fribourg et de Strasbourg, la basilique Notre-Dame-de-Bon-Secours de Saint-Avold, le château d'Heidelberg, le château du Haut-Koenigsbourg, le Lion de Belfort, l’église Sainte-Foy de Sélestat, l'église Saint-Nicolas de L'Hôpital, l'abbaye Saint-Martin-des-Glandières de Longeville-lès-Saint-Avold et la chapelle du monastère d'Alpirsbach ont été construits dans ce matériau.
Certaines strates de grès bigarré sont parfois mêlées de façon marginale à des filons de cuivre et de galène. Par exemple, dans l'île d'Heligoland, on a longtemps collecté et mis à l'abri les pépites de cuivre natif du grès affleurant. En France, l'azurite et la malachite ont été exploitées dans les anciennes mines de Longeville-lès-Saint-Avold. La galène a été exploitée pour obtenir du plomb dans l'ancienne mine du Bleiberg de Saint-Avold en Lorraine. Ces mines font l’objet de fiches d’inventaire zone naturelle d'intérêt écologique, faunistique et floristique, espace naturel sensible et espace naturel remarquable de la Région Lorraine.

## Sites naturels remarquables

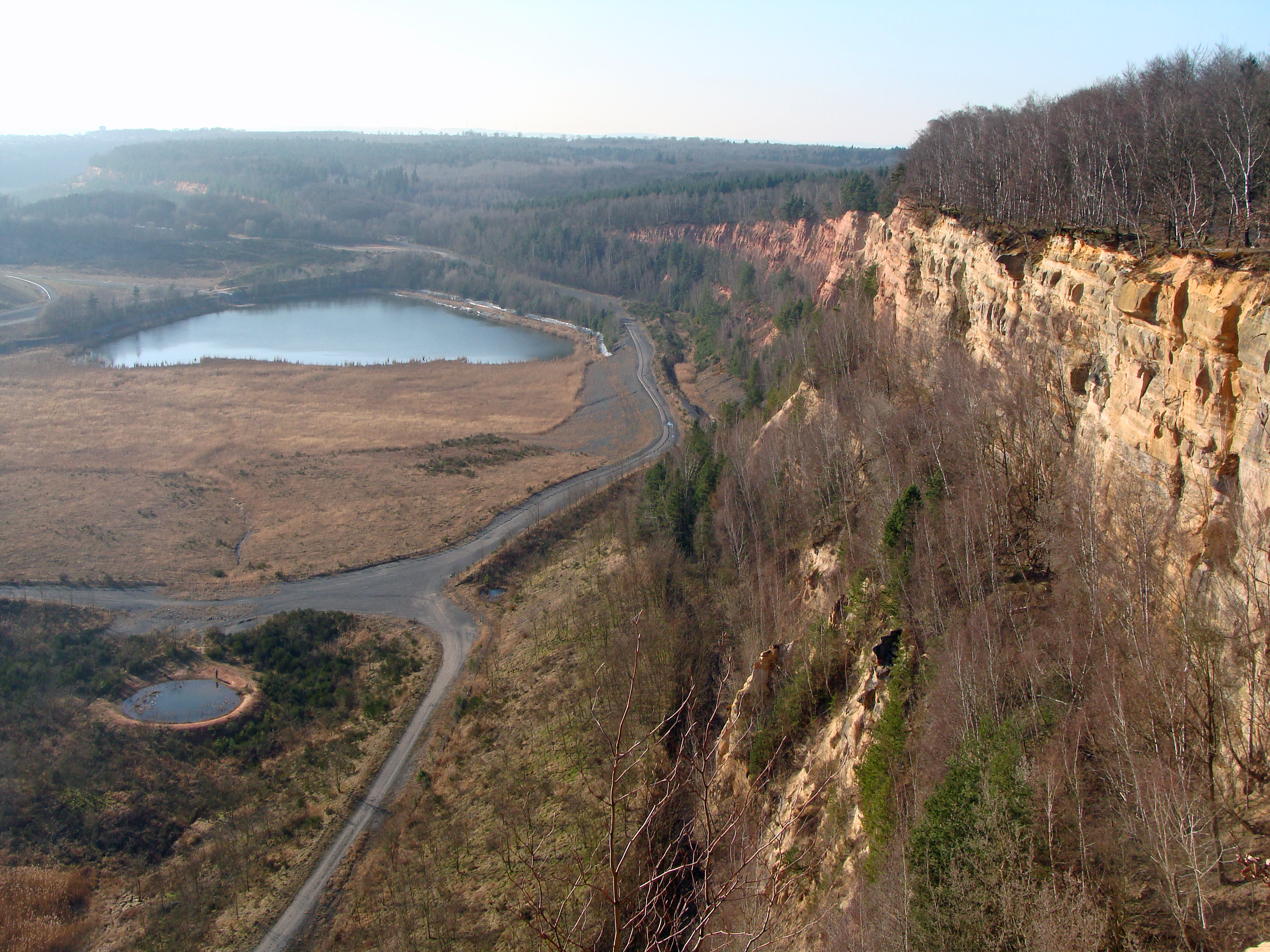
La carrière Barrois.

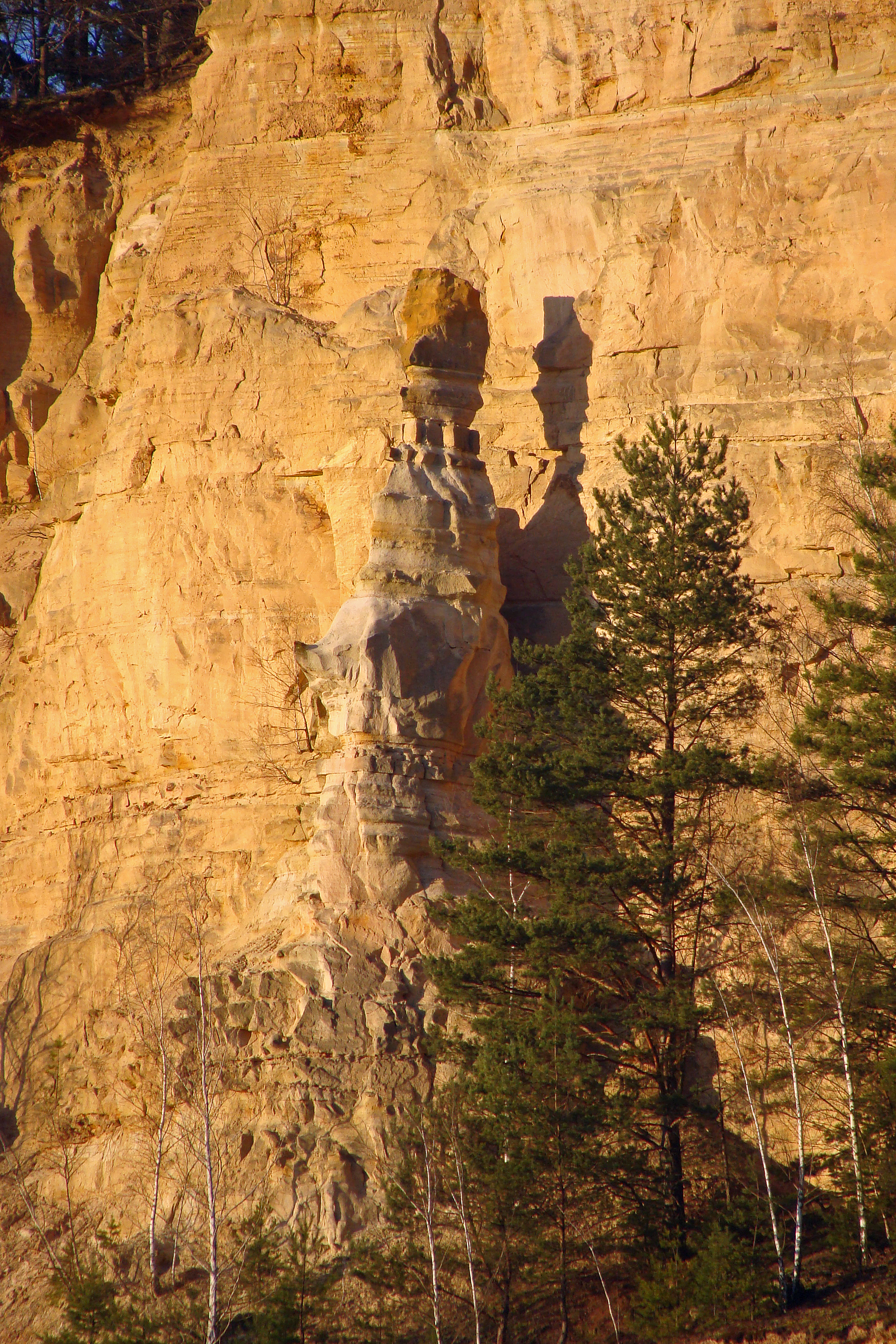
Cheminée de fée en grès bigarré, carrière Barrois.

Le grès bigarré, là où il affleure, produit par érosion des rochers isolés de taille et de formes souvent spectaculaires (plusieurs dizaines de mètres de hauteur).
En France, le massif constitué par les Vosges du Nord présente de spectaculaires formations rocheuses de grès bigarrés triasiques comme le site du château du Fleckenstein, du Mont Sainte-Odile, du château du Falkenstein ou encore du rocher de Dabo. L'homme a utilisé ce grès pour y creuser des habitats troglodytes (Dabo, Graufthal). L'un des sites remarquables en partie protégé est constitué dans la région naturelle du Warndt par la carrière Barrois située entre les villes de L'Hôpital (Moselle) et Freyming-Merlebach qui présente une coupe de près de 7,5 km de long dans les grès du Buntsandstein. On peut y observer une cheminée de fée et d'autres formations rocheuses dues à l'érosion. Dans les régions du Warndt et des Vosges, les blocs de grès ont été travaillés et utilisés par l'homme préhistorique comme mégalithes : la Pierre des douze Apôtres de Meisenthal, le Vieux-Casinostein (ou Alde) de Forbach et le Wieselstein de Freyming-Merlebach en sont quelques exemples significatifs.
À Longeville-lès-Saint-Avold, les grottes creusées dans les grès bigarrés constituent une réserve naturelle volontaire de 79 hectares pour les chiroptères, la première créée en France par le ministère de l’Environnement. En effet, les sites dits du Haut Bois et du Castelberg sont creusés de grottes qui servent de refuges hivernaux aux chauves-souris.
En Allemagne, ce sont pour la plupart des sites naturels classés, comme la Table du Diable (Teufelstisch) près d'Hinterweidenthal. Dans le Palatinat, on peut voir aux alentours d'Eppenbrunn les blocs dits « du vieux-château » (Altschlossfelsen). Ce massif de 1,5 km de long et de 25 m de hauteur, est le plus grand affleurement de grès bigarré du Palatinat. La « Grande Anna », un piton gréseux de 47 mètres de hauteur qui est le symbole de l'île d'Heligoland, a été classé en 1969.
Les grottes de Hombourg (Sarre) (Schlossberghöhlen) sont les plus grandes grottes creusées dans le grès bigarré d'Europe. Elles s'étendent sur douze étages.